# Bupranolol
Bupranololul este un medicament din clasa beta-blocantelor, fiind utilizat în tratamentul hipertensiunii arteriale și al tahicardiei.